# Ewa Andrzejewska (pisarka)
Ewa Andrzejewska (ur. 1947) – polska architekt, pisarka i reportażystka.

## Życiorys
Absolwentka architektury Politechniki Gdańskiej. W 1978 przeprowadziła się do Nowego Sącza. Działaczka NSZZ Solidarność, represjonowana. Pisarka i reportażystka poruszająca w swoich książkach temat przedwojennej kultury żydowskiej, Nowego Sącza i okolic.

## Książki
- Obok inny czas. O Mieście i Jakubie, Nisza, Warszawa 2010.
- Maryan. Powrót, Nisza, Warszawa 2017.
- Historia z Piekła rodem, Flexergis, Nowy Sącz 2017.
- Historia z Piekła rodem. Część 2, Flexergis, Nowy Sącz 2019.
- Historia z Piekła rodem. Część 3, Flexergis, Nowy Sącz 2023.

## Odznaczenia i wyróżnienia
W 2011 prezydent Bronisław Komorowski odznaczył ją Krzyżem Wolności i Solidarności a w 2012 Krzyżem Kawalerskim Orderu Odrodzenia Polski.